# Episodi di Fruits Basket (serie animata 2001)

Il primo incontro tra Tohru, Yuki e Shigure

Lista degli episodi di Fruits Basket, anime tratto dall'omonimo manga di Natsuki Takaya, trasmesso in Giappone su TV Tokyo dal 5 luglio al 27 dicembre 2001.
La storia ruota attorno a Tohru Honda e i suoi amici, tredici membri della famiglia Soma posseduti dagli animali dello zodiaco cinese e sottoposti alla maledizione che li fa trasformare nelle loro varie forme animale quando vengono abbracciati da una persona del sesso opposto.
La sigla di apertura, For Fruits Basket (Ｆｏｒ フルーツバスケット?), e quelle di chiusura, Chīsana inori (小さな祈り?) e Serenade (セレナーデ?) solo per l'episodio 25, sono interpretate da Ritsuko Okazaki.

Nel 2019 è stato trasmesso su TV Tokyo un remake dell'anime, intitolato sempre Fruits Basket, più fedele al manga.